# Sân bay Al Massira
Sân bay quốc tế Al Massira (tiếng Ả Rập: مطار المسيرة; chuyển tự tiếng Ả Rập: Matar al-Maseera) (IATA: AGA, ICAO: GMAD) là một sân bay ở thành phố Agadir của Maroc.
Năm 2006, Sân bay Al Massira đã phục cụ 1.433.533 lượt khách. Đường băng dài 3200 m, rộng 45 m có thể phục vụ máy bay cỡ lớn như Boeing 747. Sân đỗ máy bay rộng 170.000 m².
Nhà ga có tổng diện tích 26.550 m², có công suất thiết kế 3 triệu lượt khách mỗi năm.

## Số liệu thống kê
| Tiêu chí               | 2007 | 2006      | 2005      | 2004      | 2003    | 2002    |
| ---------------------- | ---- | --------- | --------- | --------- | ------- | ------- |
| Lượt chuyến thương mại | ?    | 15221     | 14418     | 13441     | 12670   | 12805   |
| Lượt khách             | ?    | 1.433.353 | 1.315.752 | 1.160.127 | 975.181 | 934.433 |
| Hàng hóa (tấn)         | ?    | 586,84    | 714,06    | 1723,38   | 1328,08 | 1708,70 |

## Các hãng hàng không và các tuyến điểm[5]
| Hãng hàng không      | Điểm đến                                             |
| -------------------- | ---------------------------------------------------- |
| Aer Lingus           | Dublin                                               |
| Aigle Azur           | Paris-Orly                                           |
| Air France           | Paris-Orly                                           |
| Atlas Blue           | Brussels, Milan-Malpensa                             |
| GB Airways           | London Gatwick                                       |
| Condor Airlines      | Frankfurt, Munich, Tanger                            |
| Corsairfly           | Paris-Orly                                           |
| Primacharter         | Warsaw                                               |
| Helvetic Airways     | Zürich                                               |
| Jetairfly            | Brussel                                              |
| Jet4You              | Paris-Orly                                           |
| Martinair            | Amsterdam Schiphol                                   |
| Thomas Cook Airlines | Birmingham, London Gatwick, Manchester, Newcastle    |
| Regional Air Lines   | Casablanca, Dakhla, Las Palmas, Laayoune, Marrakesh  |
| Rossiya              | St. Petersburg                                       |
| Royal Air Maroc      | Casablanca, Dakhla, Paris-Orly                       |
| Ryanair              | Marseille                                            |
| Thomsonfly           | London Gatwick, Manchester                           |
| TUIfly               | Düsseldorf, Hanover, Nuremberg, Stuttgart; Frankfurt |
| Transavia.com        | Amsterdam Schiphol                                   |